# Paul de Clermont

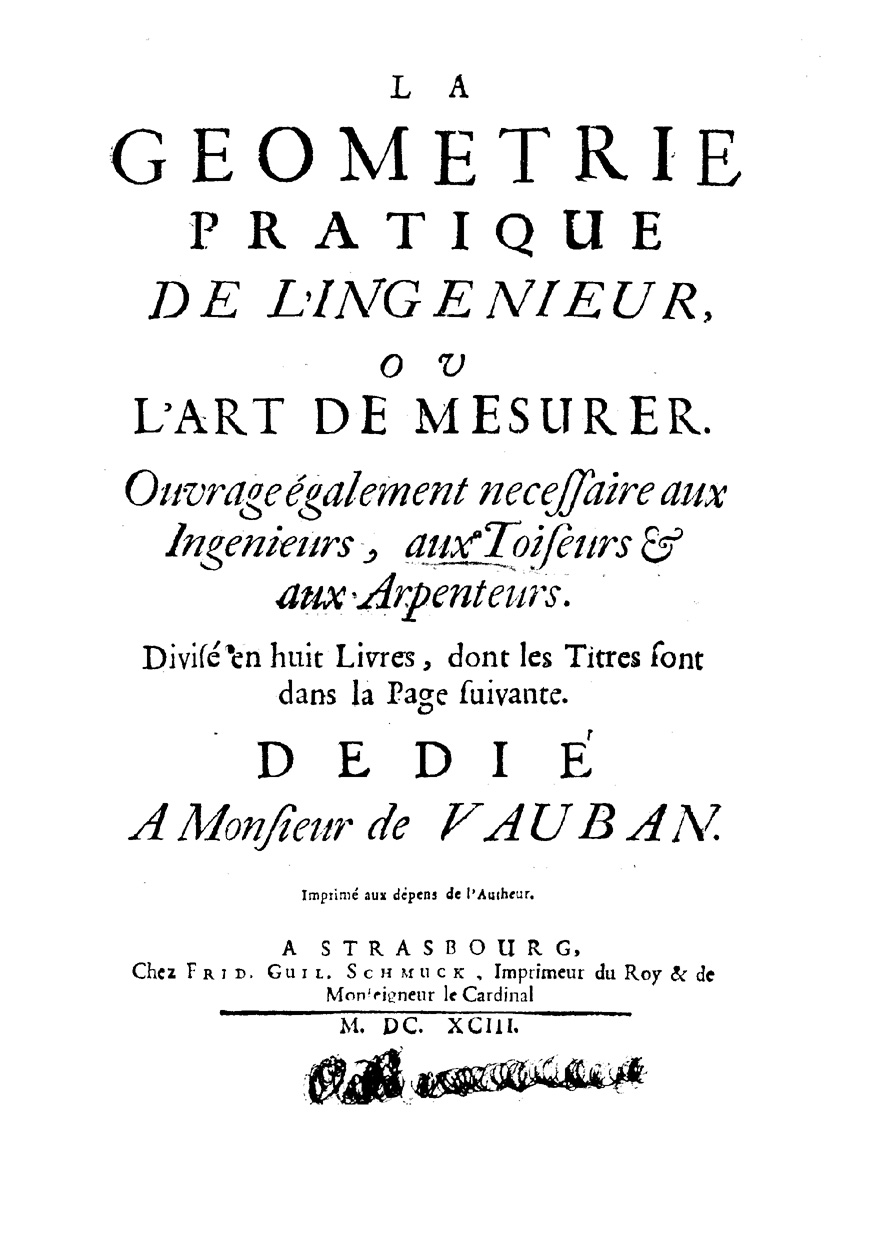
La geometrie pratique de l'ingenieur, page de titre (1693)

Paul de Clermont est un mathématicien  et ingénieur militaire français du XVIIe siècle,.

## Œuvres
- La geometrie pratique de l'ingenieur, ou L'art de mesurer, Strasbourg, Friedrich Wilhelm Schmuck, 1693 (lire en ligne)
- L'arithmetique militaire, ou L'arithmetique pratique de l'ingénieur et de l'officier, Paris, Pierre Witte, 1733 (lire en ligne)